# قسم كلارستاق الغربي الريفي (مقاطعة تشالوس)
قسم كلارستاق الغربي الريفي (بالفارسية: دهستان کلارستاق غربی) هي منطقة ريفية تقع في قسم في إيران. يقدر عدد سكانها بـ 13,953 نسمة .